# Ernst-Wilhelm Reinert
 (décembre 2013).
Ernst-Wilhelm Reinert (2 février 1919 - 5 septembre 2007), est un militaire allemand. Pilote de chasse durant la Seconde Guerre mondiale, il est avec 174 victoires aériennes, un des grands as de l'aviation. Il combattit au sein des JG 77, JG 27 et JG 7, durant lesquels il effectua plus de 700 missions.

## Né pour voler
Passionné par l'aviation dès sa jeunesse, Ernst-Wilhelm Reinert aspire à devenir ingénieur mécanique mais échoue dans sa démarche. Il s'engage alors dans la Wehrmacht mais il est envoyé dans l'infanterie. Coup de chance, Reinert retrouve un ancien camarade de vol à voile. Ce dernier étant dans la Luftwaffe, Reinert bénéficie d'un coup de pouce pour entrer dans ce corps d'armée en avril 1939.

## Le ciel de Russie
Sa carrière débute en 1941 par une première affectation à la 4./JG 77 où il est envoyé en Grèce dans des missions de couverture aérienne pendant les opérations d'invasion de Crète. Le II./JG 77 se déplace ensuite en Roumanie en préparation de l'opération Barbarossa fin juin. C'est une période propice pour les jeunes pilotes encore novices tels que Reinert. Leurs homologues soviétiques sont d'excellents aviateurs mais ils sont désorganisés et volent le plus souvent sur des avions dépassés. Nombre de pilotes allemands verront leur premier succès sur ce tout nouveau front. Reinert n'échappe pas à cette règle. Le jeune Reinert remporte son premier succès en combat aérien le 8 août 1941. Le 31 août, il réalise un triplé et devient alors officiellement un as. Fin décembre, il a déjà cumulé 24 succès. Malgré cela, Reinert détestait l'autorité et la plupart des officiers qui le commandaient. Heinrich Setz (en), son Staffelkapitän, aura donc fort à faire avec son jeune ailier.
Le début de l'année commence en fanfare pour le II./JG 77, de nombreux pilotes amassant victoire sur victoire sur le front sud de Russie. Le 12 juin 1942, Reinert remporte sa 53e victoire et se voit remettre le 1er juillet la croix de chevalier de la croix de fer. Devenu entre-temps feldwebel, son score grimpe en flèche au cours du mois pour dépasser les 80 victoires, dont huit pour la journée du 17 juillet. Le 23 cependant, il est blessé au combat par un Pe-2 ce qui l'éloigne du front pour un temps. Son score est alors l'un des rares du II./JG 77 qui suit de près ceux des trois leaders et Staffelkapitän du groupe (Erwin Clausen, Heinrich Setz (en) et Anton Hackl), qui ont tous trois franchi la barre des 100 victoires. De retour au combat en septembre, Reinert repart à l'assaut et fait grimper son palmarès d'une quinzaine de victoire. Un dernier quadruplé le 3 octobre, soit les toutes dernières victoires du II./JG 77 en Russie, permettent à l'as allemand d'arriver à 103 victoires. Reinert est alors retiré des combats pour recevoir les feuilles de chêne. 

## L'as du désert
Il retourne avec son groupe qui entre-temps a déménagé en Tunisie. Les Allemands sont alors en situation délicate sur cette partie du globe et reculent inexorablement face à l'adversaire américano-britannique bien plus nombreux. En outre, les pilotes de la Luftwaffe sont confrontés à des adversaires plus coriaces et mieux équipés que sur le front Est. Une situation beaucoup plus délicate, donc, et pourtant, Reinert va particulièrement soigner son palmarès sur ce nouveau front. Il remporte, toujours avec la 4./JG 77 pas moins de 11 succès en janvier, 10 en février, 16 en mars (un record), 12 en avril, un Spitfire le 6 mai et un Martlet le 8 mai, soit deux ans avant la fin de la guerre en Europe. Cette dernière victoire est anecdotique car ce jour-là, Reinert évacuait la Tunisie avec à son bord un autre pilote et un mécanicien ! Ces derniers furent soulagés au moment où le Bf 109G de Reinert toucha le sol sicilien.
Au total, l'as allemand remporta au-dessus du désert nord-africain 51 victoires en un peu plus de quatre mois. Ses victoires comprennent 47 chasseurs (principalement des P-40 britanniques), 3 bombardiers Bostons et son premier quadrimoteur B-24. En outre, il compte également plusieurs succès multiples : cinq le 11 janvier, quatre le 26 février, sept le 13 mars et encore cinq le 1er avril. C'est le meilleur score allemand durant cette période sur ce front. Jusque-là, Reinert avait toujours refusé de passer officier. Mais les décorations s'accumulant, il sera finalement promu Leutnant, le 20 avril 1943, au lendemain de sa 150e victoire. Jamais cependant dans l'histoire de l'aviation un pilote n'aura attendu d'avoir pareil score pour passer officier !

## Méditerranée
Retiré en Sicile, c'est une période de repos pour Reinert mais pas pour le reste de la JG 77. La guerre continue, les combats aériens aussi. Reinert vole à nouveau et combat férocement en août avec 8 succès pour ce mois. Il échappe de près à la noyade le 13 août quand, après avoir effectué un amerrissage forcé après un combat contre un P-40, il évacue son 109 alors que ce dernier est déjà à 10 m de profondeur. Le 7 septembre, il prend provisoirement la tête de la 3./JG 77 mais avec la reddition de l'Italie dès le lendemain, la JG 77 est envoyée vers le nord. Reinert devient Staffelkapitän de la 1./JG 77 le 1er décembre et remporte le 7 sa 165e et dernière victoire de l'année.
Ce sera également sa dernière avec la JG 77, un score qui ne sera jamais dépassé au sein de cette escadrille. Affaibli par la malaria au début de l'année 1944, Reinert quitte les opérations pour une période de repos en Autriche. Une fois rétabli, il repart au combat cette fois comme Staffelkapitän de la 1./JG 27 dans la défense du Reich le 3 avril. Le 24, il descend son second quadrimoteur B-24 mais devient peu de temps après Staffelkapitän de la 12./JG 27 le 13 mai 1944 pour combattre à nouveau dans le nord de l'Italie. Reinert se distingue une fois de plus en détruisant en 60 sorties, dix chars, six locomotives et deux P-51 Mustang (28 et 29 mai).

## Normandie et défense du Reich
Engagé en Normandie, les pertes sur ce front deviennent de plus en plus sensibles, à tel point que certains groupes n'ont plus assez d'avions pour exister en tant que tels. Le 12 juin, une 14. et 15./JG 27 sont créées à partir de renforts venus du I./JG 27, de la JG 77 et d'un groupe d'instruction. Reinert prend la tête de la 15./JG 27 mais il est accidentellement blessé cinq jours plus tard. De nouveau aux commandes de la 12./JG 27, il descend un P-51 le 27 juin, un P-47 le 2 juillet et un Spitfire deux jours avant d'être à nouveau blessé.
Retiré de la France à la mi août 1944, le groupe est réorganisé, le 12./JG 27 devenant 14./JG 27. Reinert descend à nouveau deux P-51 les 2 et 26 novembre et un tout dernier adversaire (un Auster) le 27 décembre. Le 2 janvier 1945, il devient le dernier Kommandeur du IV./JG 27 mais le manque d'essence paralyse l'activité du groupe. Le 1er février 1945, il reçoit les glaives en reconnaissance de ses faits, avant que le IV./JG 27 ne soit définitivement démantelé fin mars. 
Promu Hauptmann le 23 mars 1945, Reinert apprend à voler sur le Me 262 et rejoint ensuite le III./JG 7. Mais la guerre s'achève sans qu'il puisse prendre part à une quelconque mission sur cet appareil. Ernst-Wilhelm Reinert a remporté 174 succès en 715 missions, soit 103 victoires à l'Est, 51 en Afrique et 20 en Méditerranée et sur le front Ouest, plus 16 appareils détruits au sol.

## L'après guerre
Après sa libération en 1945, Reinert continue tant bien que mal ses études notamment dans la médecine. En 1956, il rejoint comme d'autres as célèbres la Bundeswehr. Sa carrière s'achève finalement en 1972 avec le grade d'Oberstleutnant. Ernst-Wilhelm Reinert est décédé le 5 septembre 2007 à 88 ans.